# パブリック・プレッシャー
『パブリック・プレッシャー／公的抑圧』は、イエロー・マジック・オーケストラ(YMO)の初のライブ・アルバム。
ライヴ演奏は、単発コンサ－トであったグリーク・シアター（ロサンゼルス）、第1回ワールドツアーのヴェニュー（ロンドン）、ボトムライン（ニューヨーク）、凱旋公演となった中野サンプラザ（東京）の四公演から編集、収録されている。
アルバムのタイトルはクリス・モズデルによるもの。YMOメンバーからタイトルのオファーが来たとき、とっさに思い浮かんだもので、当時人気が出始めていたYMOにプレッシャーがかかり始めていた状況にヒントを得ている。ジャケットデザインは羽良多平吉。
本アルバムは、YMO初のオリコンチャート1位を獲得した。

## 背景
1979年10月3日から10月6日にかけて、YMO初のワールドツアーとして決定した「トランス・アトランティック・ツアー」のリハーサルが箱根のロックウェルスタジオにて行われた。このリハーサルでは100数点、重量が1.5トンにおよぶ機材が持ち込まれ、本番での演奏を想定した環境で行われた。
10月16日にはザ・ヴェニュー（ロンドン）での公演が開催され、ツアーが開始された。10月18日にはル・パレス（パリ）での公演が開催、10月20日にはフランスのテレビ番組『コーラス』に出演した。10月21日にはYMOメンバー全員が参加したRAJIEのアルバム『Quatre（キャトル）』、細野と高橋が参加した山下達郎のアルバム『MOONGLOW』がリリースされた。
10月22日にはラジオ・ルクセンブルクが提供した「ディスコ'79」の公開ライブに出演、10月24日には再びザ・ヴェニューでの公演が開催された。この日の公演は、ツアー初日の同会場での公演の際に、収容人数400人のところに1200人の観客が殺到していたため、急遽ベルリン公演を中止にして開催されたものである。この件を受けてアルファレコード社長の村井邦彦は、「1年後に、YMOは全世界で1000万枚のレコードを売ることができるでしょうか。だれにも解らないけれど、今日のステージからは成功の匂いがしました」とコメントしている。10月25日にはアルバム『ソリッド・ステイト・サヴァイヴァー』からのシングルカットとなる「テクノポリス」、メンバー3人が参加したシーナ&ザ・ロケッツのアルバム『真空パック』、坂本と高橋が参加した加藤和彦のアルバム『パパ・ヘミングウェイ』、細野が参加した西岡恭蔵のアルバム『Yoh-Sollo』がそれぞれリリースされた。
10月26日、メンバーはヨーロッパからアメリカ合衆国へと移動し、11月1日にはハラー（ニューヨーク）、11月4日にはザ・バイユー（ワシントンD.C.）、11月5日にはパラダイス・シアター（ボストン）での公演がそれぞれ開催された。11月5日に日本では東京12チャンネル系列の音楽番組『パイオニア・ステレオ音楽館』にてYMO特集が放送された。11月6日にはボトム・ライン（ニューヨーク）での公演が開催された。この日の開演前に、ブティック「フィオリッチ」にてパーティーが開催され、元ラヴィン・スプーンフルのメンバーが参加していた。当日のライブの模様は翌日のABCのニュース番組で放送され、「日本のビートルズ」として紹介された。
11月9日にメンバーは帰国、11月15日には矢野顕子のアルバム『ごはんができたよ』のレコーディングが開始され、メンバー3人が参加する事となった。11月19日にはNHK総合の報道番組『ニュースセンター9時』にてYMOが紹介された。11月25日には坂本と高橋が参加した渡辺香津美のアルバム『KYLYN LIVE』、細野が参加した久保田麻琴と夕焼け楽団のアルバム『セカンド・ライン』、メンバー3人が参加した桐ケ谷仁のアルバム『マイ・ラヴ・フォー・ユー』がそれぞれリリースされた。12月5日には坂本と高橋が参加した金井夕子のアルバム『CHINA ROSE』がリリースされ、12月19日には凱旋公演として中野サンプラザでの公演が開催された。12月24日にはシングル用の曲として「ナイス・エイジ」、「シチズンズ・オブ・サイエンス」のレコーディングが行われた。12月31日には坂本が日本レコード大賞の編曲賞を受賞、この件に関し坂本は「別に嬉しいとは思わなかった」とコメントし授賞式も欠席したが、この事によりYMOに対する世間の注目度がより高まる事となった。
1980年に入り、1月にはイギリスにてシングル「コンピューター・ゲーム」がリリースされ、1月1日には細野と坂本が参加したクレスト・フォー・シンガーズのシングル「ヘイ! ミスター・スマイル」が、1月21日には坂本が参加したオムニバスアルバム『ギター・ワーク・ショップ VOL.3』、細野と高橋が参加した山本達彦のアルバム『メモリアル・レイン』がそれぞれリリースされ、また同日にはアルバム『ソリッド・ステイト・サヴァイヴァー』がオリコンチャートにて9位にランクインした。2月3日には東映の大泉撮影所にてフジカセット（富士写真フイルム）のCMの撮影が行われ、2月7日から高橋はソロ・アルバムのレコーディングを開始、細野と坂本も参加した。

## 録音
単発コンサートであった1979年8月2日から8月4日にかけてのグリークシアター（ロサンゼルス）、YMO初のワールドツアーとなった「トランス・アトランティック・ツアー」から、1979年10月16日、10月24日のヴェニュー（ロンドン）、11月6日のボトムライン（ニューヨーク）、凱旋公演となった12月19日の中野サンプラザ（東京）から収録。
同ツアーのサポート・ギタリストは渡辺香津美であったが、当時渡辺が所属していた日本コロムビアはその収録を拒否したため、ギターのチャンネルはカットされ坂本龍一のシンセサイザーに置き換えられる。クレジットには「Also thanks to Mr. KYLYN」として渡辺への謝辞が記されている。こうした経緯を、細野は「ニュー・ウェーヴの神様がそうさせたんだろうね」と振り返っている。
YMOの音楽にはそもそもギターは不要だが、「ローランド MC-8」による自動演奏のテープロードの時間確保・リスナーが飽きる・「シンセサイザーでソロを弾いてもダサい」（坂本）といった理由からギタリストを入れざるを得ない状況だった。ただ、細野の意に反し演奏が長くなりフュージョン的になっている。
後年リリースされたライブアルバム『フェイカー・ホリック』（1991年）、『ライヴ・アット・グリークシアター1979』（1997年）等では当日の演奏通り、渡辺のギターが収録。当アルバムとの違いを聴き比べることができる。
他にも、ギターだけでなく高橋ユキヒロのボーカルパートなども多数再収録。坂本の録音は2～3日で終了している。

## リリース
1980年2月21日にアルファレコードよりLP盤、カセットテープの2形態でリリース。
初回プレスはクリアーレコード（ホワイト）、カスタム・レーベル仕様であった。
LP盤の初期プレスのA面最後「ジ・エンド・オブ・エイジア」演奏終了後の部分にはライブ会場に流れていたデヴィッド・ボウイの曲「TVC15」（1976年）がそのまま収録されていたが、LPの後期プレス・CD盤では削除。
1984年8月25日に初CD化。
1987年3月25日、1992年3月21日、1994年6月29日、1998年1月15日にそれぞれCDで再リリース。
1999年9月22日には細野監修によるリマスタリング、ライナーノーツをさくらももこが担当。東芝EMIより再リリース。
2003年1月22日にソニー・ミュージックハウスから坂本監修により再リリース（初回プレスのみ紙ジャケット仕様）、音源は1999年の細野監修分を採用。
その後も2010年9月29日にはブルースペックCDにて再リリース、2019年2月27日にはボブ・ラディック監修によりリマスタリングされ、SACDとLPにて再リリースされた。

## 批評
| 専門評論家によるレビュー | 専門評論家によるレビュー |
| レビュー・スコア         | レビュー・スコア         |
| 出典                     | 評価                     |
| ------------------------ | ------------------------ |
| コンパクトYMO            | 肯定的                   |
| CDジャーナル             | 肯定的                   |

- 音楽本『コンパクトYMO』にてライターの田山三樹は、「ライヴ・アルバムながら、新作といってもいいほどの充実した演奏と新しい曲の解釈が示された、初期YMOミュージックの総括および完成形」と本作を位置付けており、渡辺のギタープレイ部分の音源がカットされ、後にシンセサイザー音がダビングされた事を「シンセのみに彩られたコンパクトなアンサンブルとなって、理想的な形で当時のYMOのバンド・パワーを伝えている」、「シンセのオーヴァー・ダビングによって生み出されたであろう、その独特のバランスこそが本作のツボ」と肯定的に評価した[10]。

- 音楽情報サイト『CDジャーナル』では、「このツアーにはサポート・メンバーとして渡辺香津美が参加しているのだが、複雑な諸事情により彼のギターはカットされている。残念[11]」とギター音が割愛された事に関して否定的な指摘をしているが、「日本代表っていう重みを感じさせないパワフルな演奏はテクノというくくり以前に凄い。外国人から見たらこんなイメージなんだろ、っていう開き直りがカッコイイ[12]」、「テクノといいながらも熱くダイナミックな演奏は、いま聴いてもスリリングだ[13]」と演奏力の高さを称賛、また「権利の関係で渡辺香津美のギターがカットされ、坂本龍一によるシンセがオーバーダブされた加工ライヴとなったが、それもYMOらしい。今なお新鮮な音と演奏[14]」と斬新性に関して肯定的な評価を下している。

## チャート成績
オリコンチャートではLPで最高位1位、CTでは最高位6位を獲得、LPは登場回数36回、CTは登場回数42回となり、売り上げ枚数はLPで28.5万枚、CTで10.9万枚、累計では39.4万枚となった。
また、同時期にアルバム『ソリッド・ステイト・サヴァイヴァー』が27位、『イエロー・マジック・オーケストラ』もランクインした他、メンバー3人が出演したフジカセットのCMがオンエアーされた事なども影響し、YMO人気が加速する事となり、小、中学生や洋楽ファンなども取り込む結果となった。この結果と受けて当時高橋は「（これまで）好きなことをやって売れなかったのに、今回は売れた。もしかして、好きじゃないことをやったんじゃないかという疑問が湧いてくる。でも、やりたかったことで売れたと思う。と、すると、この程度かという失望感も湧いてくる。もっと感激があると思ってたけど」と発言している。

## 収録曲
| 全編曲: YMO。 |                                                              |                  |              |      |
| #             | タイトル                                                     | 作詞             | 作曲         | 時間 |
| 1.            | 「雷電」(RYDEEN)                                             |                  | 高橋ユキヒロ | 5:14 |
| 2.            | 「ソリッド・ステイト・サヴァイヴァー」(SOLID STATE SURVIVOR) | クリス・モズデル | 高橋ユキヒロ | 4:03 |
| 3.            | 「東風」(TONG POO)                                           |                  | 坂本龍一     | 6:02 |
| 4.            | 「ジ・エンド・オブ・エイジア」(THE END OF ASIA)              |                  | 坂本龍一     | 5:55 |

| #  | タイトル                                   | 作詞                   | 作曲                   | 時間 |
| -- | ------------------------------------------ | ---------------------- | ---------------------- | ---- |
| 5. | 「コズミック・サーフィン」(COSMIC SURFIN') |                        | 細野晴臣               | 3:48 |
| 6. | 「デイ・トリッパー」(DAY TRIPPER)          | レノン＝マッカートニー | レノン＝マッカートニー | 2:46 |
| 7. | 「ラジオ・ジャンク」(RADIO JUNK)           | クリス・モズデル       | 高橋ユキヒロ           | 4:20 |
| 8. | 「中国女」(LA FEMME CHINOISE)              | クリス・モズデル       | 高橋ユキヒロ           | 6:14 |
| 9. | 「バック・イン・トキオ」(BACK IN TOKIO)    |                        |                        | 1:53 |

## 曲解説

### A面
- すべてロンドンでのテイク。

1. 雷電 - RYDEEN
オリジナルはアルバム『ソリッド・ステイト・サヴァイヴァー』収録。10月16日、THE VENUEにて録音。
2. ソリッド・ステイト・サヴァイヴァー - SOLID STATE SURVIVOR
オリジナルはアルバム『ソリッド・ステイト・サヴァイヴァー』収録。10月24日、THE VENUEにて録音。
3. 東風 - TONG POO
オリジナルはアルバム『イエロー・マジック・オーケストラ』収録。10月16日、THE VENUEにて録音。
4. ジ・エンド・オブ・エイジア - THE END OF ASIA
YMOとしてのオリジナルはアルバム『増殖』に収録されているものだが、ライヴで演奏されていたアレンジは坂本龍一のソロアルバム『千のナイフ』に収録されているヴァージョンに近い。10月24日、THE VENUEにて録音。

### B面
- 5のみロサンゼルス、6〜8がニューヨーク、9が東京でのテイク。

1. コズミック・サーフィン - COSMIC SURFIN´
オリジナルはアルバム『イエロー・マジック・オーケストラ』収録。細野のコメントによれば、ライヴでの演奏が完成形であるとのこと。「ライディーン」のシングル盤B面としてシングルカットされる。但し司会者のMCを丸ごとカットして演奏開始2秒前（演奏は3秒から始まる。）の歓声からフェイドインで始まっている。8月4日、THE GREEK THEATREにて録音。
2. デイ・トリッパー - DAY TRIPPER
オリジナルはアルバム『ソリッド・ステイト・サヴァイヴァー』収録。11月6日、THE BOTTOM LINEにて録音。
3. ラジオ・ジャンク - RADIO JUNK
オリジナルはシーナ&ザ・ロケッツのアルバム『真空パック』収録。セルフカバー。YMOのバージョンはこれを含めて全てライブ音源しかない。11月6日、THE BOTTOM LINEにて録音。『UC YMO』に本作から唯一選曲された。
4. 中国女 - LA FEMME CHINOISE
オリジナルはアルバム『イエロー・マジック・オーケストラ』収録。11月6日、THE BOTTOM LINEにて録音。
5. バック・イン・トキオ - BACK IN TOKIO
1979年12月19日中野サンプラザで行われた凱旋公演でのMC。「ビハインド・ザ・マスク」の演奏が始まるところでフェードアウトして終わる。
メンバー紹介時のおどろおどろしい効果音は、YMO結成前に行われた「千のナイフ発売記念ライブ」の記録録音テープを再生したところ、このようなノイズが入っていたのを生田朗が面白がり使用することにしたものである。実際の公演では観客の声援の後、「キャスタリア」が演奏されて後にMCが行われているがカットされている。観客の「変態」や「ゲゲゲゲゲッ」という声援は後の公演で真似する観客がおり、ライブアルバムに入っていることもある。またMCの渡辺、矢野、松武を紹介する部分もカットされている。

## スタッフ・クレジット

### イエロー・マジック・オーケストラ
- 細野晴臣 - ベース
- 坂本龍一 - キーボード
- 高橋ユキヒロ - ドラムス、ヴォーカル

### 参加ミュージシャン
- 松武秀樹 - コンピューター・プログラミング
- 矢野顕子 - キーボード、バック・ヴォーカル

### スタッフ
- 吉沢典夫 - レコーディング、ミックス・エンジニア
- 小池光夫 - レコーディング・エンジニア
- Y.M.O. - ミックス・エンジニア
- 鋤田正義 - 写真撮影
- 羽良多平吉 (WXY, INC.) - アートワーク
- 村井邦彦 - エグゼクティブ・プロデューサー
- 川添象郎 - エグゼクティブ・プロデューサー

## リリース履歴
| No. | 日付           | 国名     | レーベル                       | 規格             | 規格品番                                    | 最高順位 | 備考                                                             |
| --- | -------------- | -------- | ------------------------------ | ---------------- | ------------------------------------------- | -------- | ---------------------------------------------------------------- |
| 1   | 1980年2月21日  | 日本     | アルファレコード               | LP・CT           | ALR-6033 (LP)・ALC-1530 (CT)                | 1位      |                                                                  |
| 2   | 1981年         | オランダ | A&Mレコード                    | LP               | AMLH 20094                                  |          |                                                                  |
| 3   | 1984年8月25日  | 日本     | アルファレコード               | CD               | 38XA-19                                     | -        |                                                                  |
| 4   | 1987年3月25日  | 日本     | アルファレコード               | CD               | 32XA-140                                    | -        |                                                                  |
| 5   | 1992年3月21日  | 日本     | アルファレコード               | CD               | ALCA-289                                    | -        |                                                                  |
| 6   | 1994年6月29日  | 日本     | アルファミュージック           | CD               | ALCA-9040                                   | -        |                                                                  |
| 7   | 1998年1月15日  | 日本     | アルファミュージック           | CD               | ALCA-5217                                   | -        |                                                                  |
| 8   | 1999年9月22日  | 日本     | 東芝EMI                        | CD               | TOCT-24235                                  | -        | 細野晴臣監修、リマスタリング盤、ライナーノーツ：さくらももこ     |
| 9   | 2003年1月22日  | 日本     | ソニー・ミュージックハウス     | CD               | MHCL 206                                    | 63位     | 坂本龍一監修、紙ジャケット仕様                                   |
| 10  | 2003年10月20日 | ドイツ   | エピック・レコード             | CD               | 5134472                                     | -        |                                                                  |
| 11  | 2003年         | カナダ   | エピック・レコード             | CD               | EK 91849                                    | -        |                                                                  |
| 12  | 2010年9月29日  | 日本     | ソニー・ミュージックダイレクト | ブルースペックCD | MHCL-20104                                  | 201位    | 1999年リマスタリング音源、紙ジャケット仕様、スーパーピクチャーCD |
| 13  | 2019年2月27日  | 日本     | ソニー・ミュージックダイレクト | SACD・LP         | MHCL-10110 (SACD) MHJL-61 (LP) MHJL-63 (LP) | -        | ボブ・ラディック監修、リマスタリング盤                           |